# Aglaojoppa unicolorata
Aglaojoppa unicolorata là một loài tò vò trong họ Ichneumonidae.